# Szamal
Szamal (także znany jako barih, al shamaal; ang. shamal, shemaal, shimal, shumal) – wiejący z kierunków północnych i północno-zachodnich, gorący, suchy, i często gwałtowny wiatr występujący w rejonach Półwyspu Arabskiego, zwłaszcza w dolnej części Eufratu i Tygrysu oraz w Zatoce Perskiej
. 

## Klimatologia
Szamal występuje przez cały rok, najczęściej w lecie (od maja do lipca) i trwa od 1 do 5 dni. Wiatry szamalowe w zimie są stosunkowo rzadkie (2-3 razy w miesiącu), ale są silniejsze niż w lecie. Największą siłę szamal osiąga podczas dnia, w nocy wiatry przy powierzchni ziemi są osłabiane ze względu na efekty termiczne. Wiatr wieje z przeważających kierunków północnych. Związane z szamalem burze piaskowe są często obserwowane m.in. w Iraku. W czasie trwania szamalu cyrkulacja bryzowa koło Zatoki Perskiej zazwyczaj jest ograniczona. Klimatologia rejonu Zatoki Perskiej jest opisana w kilku opracowaniach.
Według lokalnych przepowiedni pogodowych, pierwszy z silniejszych wiatrów, pojawiający się pod koniec maja, nazywany jest Al-Haffar. Następny, występujący w czerwcu, nazywany jest Barih Thorayya, a ostatni silniejszy szamal, występujący pod koniec czerwca - Al-Dabaran.
Według "Słownika Meteorologicznego" Amerykańskiego Towarzystwa Meteorologicznego w czerwcu i lipcu szamal wieje prawie bez przerwy (wielki lub 40 dniowy szamal) w rejonie dolnego Eufratu i Tygrysu, chociaż wtedy wiatry są klimatycznie (średnio) słabe i związane z różnicą ciśnienia pomiędzy niżami termicznymi nad Półwyspem Arabskim i Indiami. 

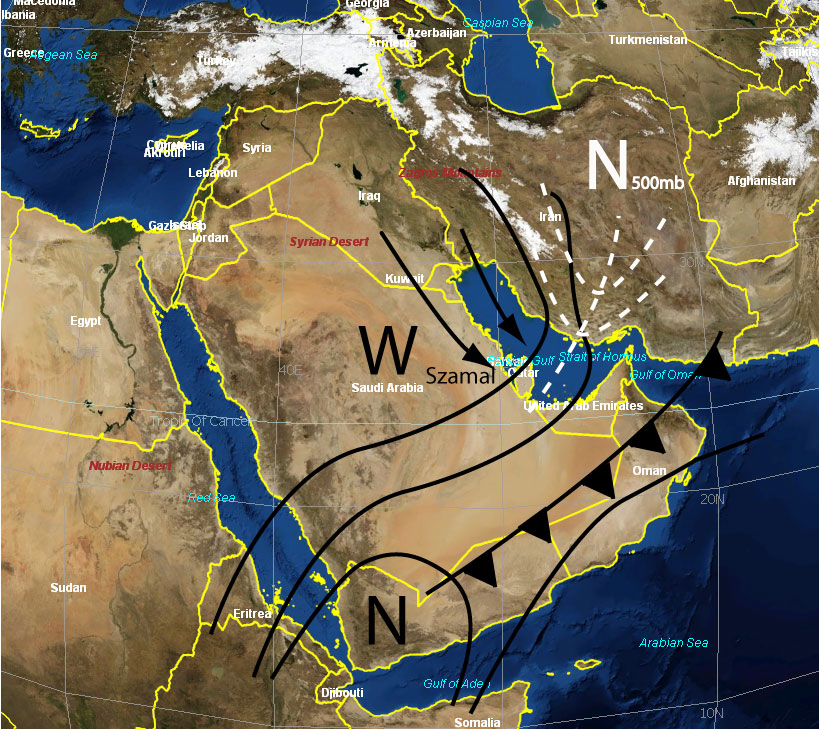
Zimowa cyrkulacja w rejonie Półwyspu Arabskiego prowadząca do wiatru szamal

## Sytuacja synoptyczna
W zimie szamal jest związany z przejściem systemów frontalnych od Morza Śródziemnego nad Półwyspem Arabskim. Fronty przesuwają się na południowy wschód - typowo w szerokości geograficznej Kuwejtu. Przesuwaniu się systemu frontalnego towarzyszy intensyfikacja obszaru wysokiego ciśnienia nad Arabią Saudyjską, który przemieszcza się nad Półwysep Arabski znad Afryki. Jednocześnie spada ciśnienie na powierzchni w okolicach frontu. Związany z tym gradient ciśnienia (północno-południowy) powoduje powstawanie silnych wiatrów szamalowych, które zazwyczaj trwają około 2-5 dni. Przejście układu frontalnego powoduje przesunięcie się niżu nad Morzem Czerwonym nad Oman co powoduje ciepłe i wilgotne wiatry w Omanie w okolicach Zatoki Perskiej (wiatr Kous).

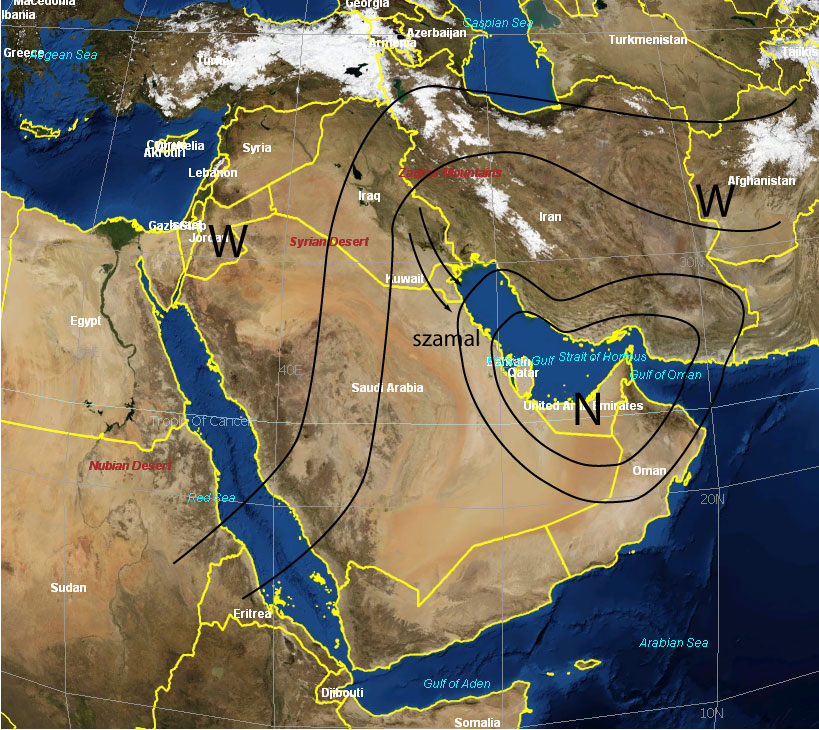
Letnia sytuacja synoptyczna na Półwyspie Arabskim. Wiatry szamalowe w lecie są częste ale słabsze niż w zimie. Występuje niskotroposferyczny przepływ strumieniowy związany ze zmianami temperatury nad powierzchnią ziemi w nocy i w czasie dnia.

W lecie szamal jest związany z intensyfikacją wyżu nad Arabią Saudyjską, utworzeniem się niżu w Zatoce Omańskiej i Pakistanie. W lecie tworzy się termiczny układ monsunowy (niż) nad południową częścią Półwyspu Arabskiego. W tym czasie wpływ układów frontalnych znad Morza Śródziemnego jest mały. 
Wiatry szamalowe mają dobrze zdefiniowaną strukturę pionową, w której maksimum wiatru występuje około 100-500 (niski prąd strumieniowy) nad powierzchnią ziemi, zwłaszcza w nocy, a wiatry przy ziemi są słabsze. W nocy temperatura powierzchni oziębia się gwałtownie co powoduje inwersję temperatury i zapobiega mieszaniu się powietrza w dolnych warstwach atmosfery i wpływa na obserwowaną strukturę wiatru w pionie. Podobny mechanizm występuje przy adwekcji ciepłego powietrza nad obszar zimnej wody. Powstają wtedy dwie, prawie niezależne warstwy w atmosferze, sytuacja w której w istniejącej warstwie dobrze wymieszanej rozwija się wewnętrzna warstwa (ang. internal boundary layer). Tego typu sytuację można spotkać kiedy ciepły wiatr szamalowy przemieszcza się nad wodami Zatoki Perskiej.